# Baccharis albida
Baccharis albida es una especie de Magnoliopsida del género Baccharis, de la familia Asteraceae, del orden Asterales.

## Distribución
Baccharis albida se distribuye por Argentina (Buenos Aires, Chaco, Corrientes, Entre Rios y Santa Fe).

## Taxonomía
Fue descrita científicamente por William Jackson Hooker y George Arnott Walker-Arnott. Fue publicado por primera vez en Journal of Botany, being a second series of the Botanical Miscellany, volumen 3, página 41 en 1841.